# IC 412
IC 412 est une galaxie spirale située dans la constellation d'Orion. Sa vitesse par rapport au fond diffus cosmologique est de 4 324 ± 46 km/s, ce qui correspond à une distance de Hubble de 63,8 ± 4,5 Mpc (∼208 millions d'al). IC 412 a été découverte par l'astronome américain Edward Emerson Barnard en 1888. Barnard a de nouveau observé cette galaxie à une date ultérieure à 1895 et cette observation a été inscrite à l'Index Catalogue sous la cote IC 2123.
On voit assez clairement les deux bras spiraux d'IC 412 sur l'image réalisée avec les données de l'étude SDSS. La classification de galaxie lenticulaire par le professeur Seligman semble erronée. 

## Groupe de NGC 1819
IC 412 fait partie d'un groupe de galaxies qui compte au moins 5 membres, le groupe de NGC 1819. Outre IC 412 et NGC 1819, les trois autres galaxies sont IC 413, UGC 3294 et UGC 3296.